# Vokesimurex rubidus
Vokesimurex rubidus is een slakkensoort uit de familie van de Muricidae. De wetenschappelijke naam van de soort is voor het eerst geldig gepubliceerd in 1897 door F.C. Baker.